# Ambulyx ochracea
Espèce
Ambulyx ochracea est une espèce de lépidoptères de la famille des Sphingidae, sous-famille des Smerinthinae, tribu des Ambulycini, et du genre Ambulyx.

## Description
- L'envergure varie de 85 à 114 mm.

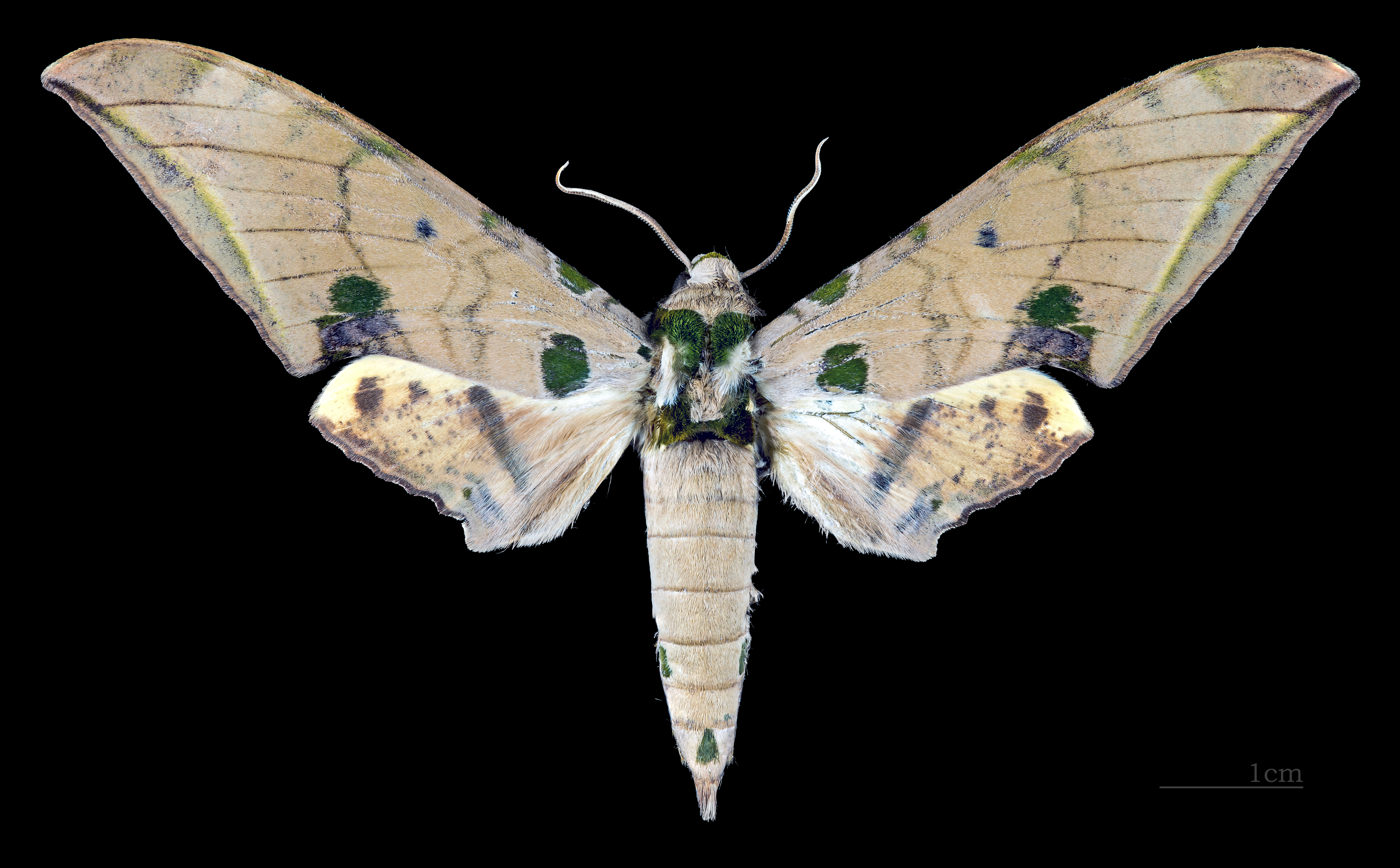
Face dorsale du mâle MHNT
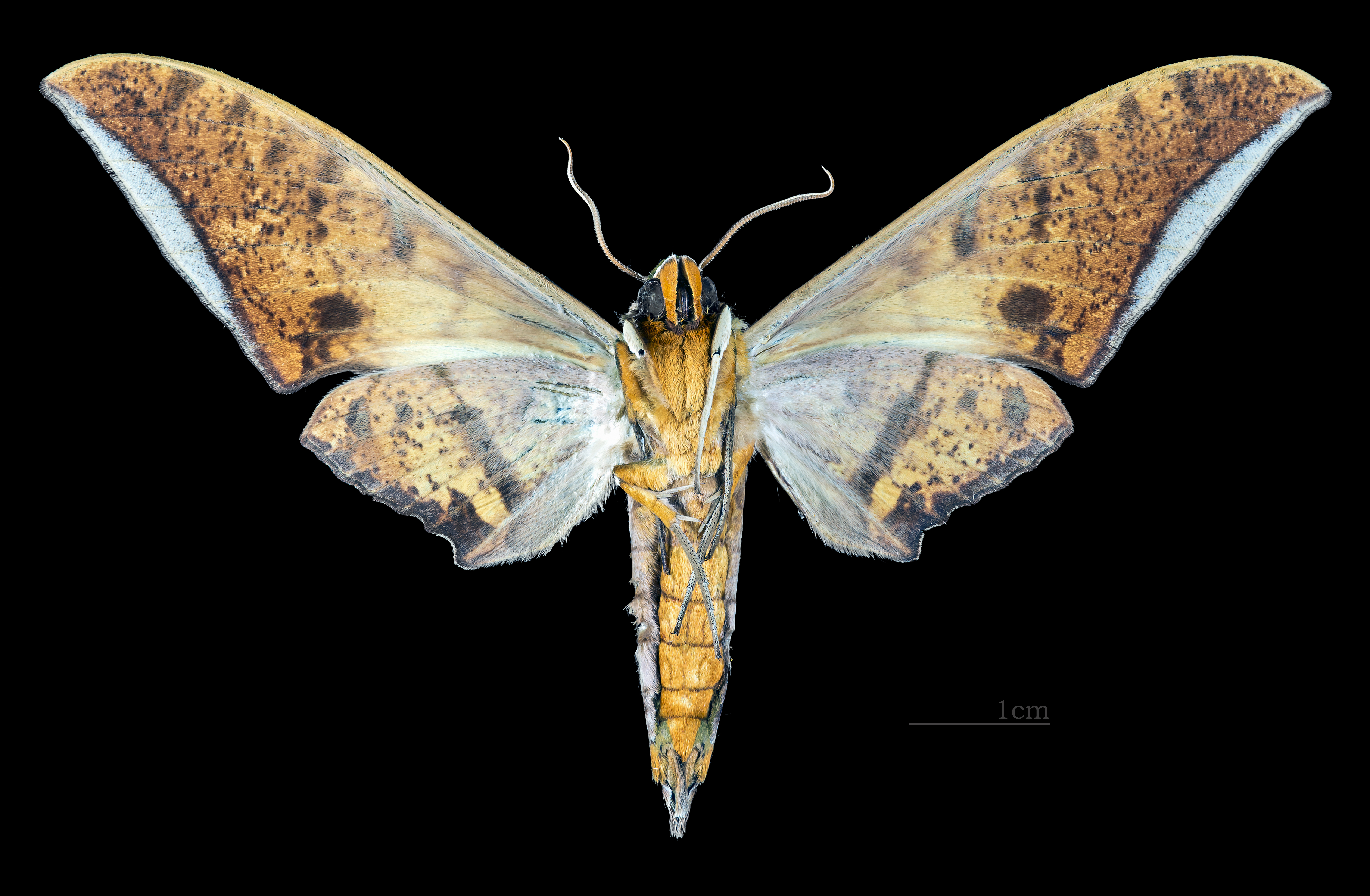
Revers du mâle MHNT

## Distribution  et habitat
Distribution
L'espèce est connue au Népal, au Sikkim, en Inde, dans le centre et le sud de la Chine, en Corée du Sud, au Japon, au sud de la Thaïlande, dans le nord du Vietnam et à Taiwan.

## Biologie
- Les adultes volent de la fin avril à la mi-août en Corée. Il y a deux générations par an.

- Les chenilles se nourrissent sur Juglans regia en Chine et sur Choerospondias fordii en Inde.

## Systématique
- L'espèce Ambulyx ochracea a été décrite par l'entomologiste britannique Arthur Gardiner Butler en 1885[1].